# Eriochloa polystachya
Eriochloa polystachya är en gräsart som beskrevs av Carl Sigismund Kunth. Eriochloa polystachya ingår i släktet Eriochloa och familjen gräs. Inga underarter finns listade i Catalogue of Life.